# کبیر احمد جائسی
کبیر احمد جائسی (زاده ۱۶ نوامبر ۱۹۳۴) فارسی پژوه، نویسنده، پژوهشگر و استاد دانشگاه هندی است.
وی تاکنون ۲۶ کتاب و بیش از ۲۰۰ مقاله تألیف کرده‌است.
وی در سال ۱۹۷۲ برگزیده جایزه علمی اردو شد.
وی در سال ۱۳۸۶ برنده جایزه ادبی سعدی شد.